# Moorende
Moorende (platduits:Moorenn) is een dorp in de gemeente Jork in het Landkreis Stade in de deelstaat Nedersaksen. Het dorp, gelegen aan de Este werd  in 1972 bij Jork gevoegd. Even ten noorden van het dorp, aan de rivier, staat de Esteburcht, oorspronkelijk een waterburcht gebouwd in het begin van de zeventiende eeuw.